# ダーティ・セブン
『ダーティ・セブン』（原題:Una ragione per vivere e una per morire）は、1972年に製作されたマカロニ・ウェスタン（劇場未公開）。

## あらすじ
南北戦争のさなかの1862年。北軍のペンブロークは隊長だったが、独断で南軍のワードに砦を明け渡したため処分を受け、隠れるようにして生活していた。ある出来事がきっかけで旧知の北軍の指揮官と再会、その指揮官はペンブロークに砦を取り戻す任務を与える。死刑囚の中から部下を選ばせ、ペンブロークは６人を選抜。旧知のエライも加わる。一行は砦に向かって出発、しかしエライ以外の面々は死刑を免れるためだけに参加した者達で、ペンブロークに対し反抗的な態度をとり続ける。ペンブロークは、砦に南軍から奪った金塊が隠してあり、他の北軍の関係者はそれを知らないので山分けできるという話を持ち出し、かろうじて反抗を静める。一行は砦と崖の間の吊り橋まで到着、ワードが吊り橋を切る前に潜入に成功。機関銃を奪取し、激しい戦闘となる。南軍は指揮官のワードを残して全滅。ペンブロークの仲間達もエライ以外は全員戦死。実は、ペンブロークが砦を明け渡したのはワードがペンブロークの息子を人質に取ったためだったが、ワードは人質を不当に殺しており、ペンブロークは恨みを込めてワードを斬殺。南軍の金塊の話は真偽不明で、ペンブロークとエライはそのまま姿を消した。

## キャスト
※括弧内は日本語吹替（初回放送1978年7月22日 TBS）
- ペンブローク - ジェームズ・コバーン（小林清志）
- ワード - テリー・サバラス（森山周一郎）
- エライ - バッド・スペンサー
- ブレント - ラインハルト・コルデホフ
- マクアイバース - ギイ・メレッス
- ピケット - ベニート・ステファネッリ